# Blanus mettetali
Blanus mettetali är en ödleart som beskrevs av  Bons 1963. Blanus mettetali ingår i släktet Blanus och familjen Amphisbaenidae. IUCN kategoriserar arten globalt som livskraftig.
Artens utbredningsområde är Marocko. Inga underarter finns listade.